# 이진옥
이진옥은 대한민국의 정치학자이다. 2017년 현재 젠더정치연구소 여.세.연 대표이다.